# Salkum
Salkum az Amerikai Egyesült Államok északnyugati részén, Washington állam Lewis megyéjében elhelyezkedő önkormányzat nélküli település.
A Salkum kifejezés a cowlitz indiánok nyelvén „forrásban lévő vizet” jelent. A településen működik egy halkeltető.

## Fordítás
- Ez a szócikk részben vagy egészben  a   Salkum, Washington című angol Wikipédia-szócikk ezen változatának fordításán alapul.  Az eredeti cikk szerkesztőit annak laptörténete sorolja fel. Ez a jelzés csupán a megfogalmazás eredetét és a szerzői jogokat jelzi, nem szolgál a cikkben szereplő információk forrásmegjelöléseként.